# Гаррі Грей (футболіст, 2008)
Га́ррі Грей (англ. Harry Gray; нар. 8 жовтня 2008) — англійський футболіст, нападник клубу «Лідс Юнайтед».

## Клубна кар'єра
Вихованець академії «Лідс Юнайтед». 21 квітня 2025 року дебютував в основному складі «Лідс Юнайтед» в матчі Чемпіоншипу проти «Сток Сіті», вийшовши на заміну Брендену Ааронсону. За підсумками сезону його команда підвищилась в класі, вигравши чемпіонат.

## Кар'єра в збірній
Виступав за збірні Англії до 15, до 16 і до 17 років. В травні 2025 року потрапив в заявку збірної до 17 років на юнацький чемпіонат Європи в Албанії. На турнірі провів три матчі, відзначившись голом проти збірної Чехії, а його команда не вийшла з групи.

## Особисте життя
Син колишнього футболіста Енді Грея, гравця збірної Шотландії. Онук Френка Грея і внучатий племінник Едді Грея, які також колишні футболісти і виступали за «Лідс Юнайтед» та збірну Шотландії. Має трьох братів, один з яких Арчі Грей, також професіональний футболіст і виступає за «Тоттенгем Готспур».

## Статистика виступів
Станом на 21 квітня 2025
| Клуб              | Сезон             | Чемпіонат         | Чемпіонат | Чемпіонат | Кубок | Кубок | Кубок ліги | Кубок ліги | Єврокубки | Єврокубки | Інші  | Інші | Всього | Всього |
| Клуб              | Сезон             | Дивізіон          | Матчі     | Голи      | Матчі | Голи  | Матчі      | Голи       | Матчі     | Голи      | Матчі | Голи | Матчі  | Голи   |
| ----------------- | ----------------- | ----------------- | --------- | --------- | ----- | ----- | ---------- | ---------- | --------- | --------- | ----- | ---- | ------ | ------ |
| Лідс Юнайтед      | 2024–25           | Чемпіоншип        | 1         | 0         | 0     | 0     | 0          | 0          | –         | –         | –     | –    | 1      | 0      |
| Всього за кар'єру | Всього за кар'єру | Всього за кар'єру | 1         | 0         | 0     | 0     | 0          | 0          | 0         | 0         | 0     | 0    | 1      | 0      |

## Досягнення
«Лідс Юнайтед»
- Переможець Чемпіоншипу: 2024–25[13]